# Chersotis pallescens
Chersotis pallescens là một loài bướm đêm trong họ Noctuidae.